# Gaspar Melchor de Jovellanos
Gaspar Melchor de Jovellanos, baptizado como Baltasar Melchor Gaspar María de Jove Llanos y Ramírez (Gijón, 5 de Janeiro de 1744 – Veiga, Navia, 27 de Novembro de 1811) foi um escritor, jurista e político iluminista espanhol.

## Principais obras
- 1769 Pelayo/Munuza, tragédia
- 1774  El delincuente honrado
- 1788 Elogio de Ventura Rodríguez
- 1790-1801 Diários
- 1794 Informe en el expediente de la Ley Agraria.
- 1782-1792 Cartas del viaje de Asturias o Cartas a Ponz.
- 1790-1809 Memorias Pedagógicas
- 1794 Noticia del Real Instituto Asturiano
- 1790 Memoria para el arreglo de la policía de los espectáculos públicos y sobre su origen en España.
- 1811 Memoria en defensa de la Junta Central.

## Ligações externas

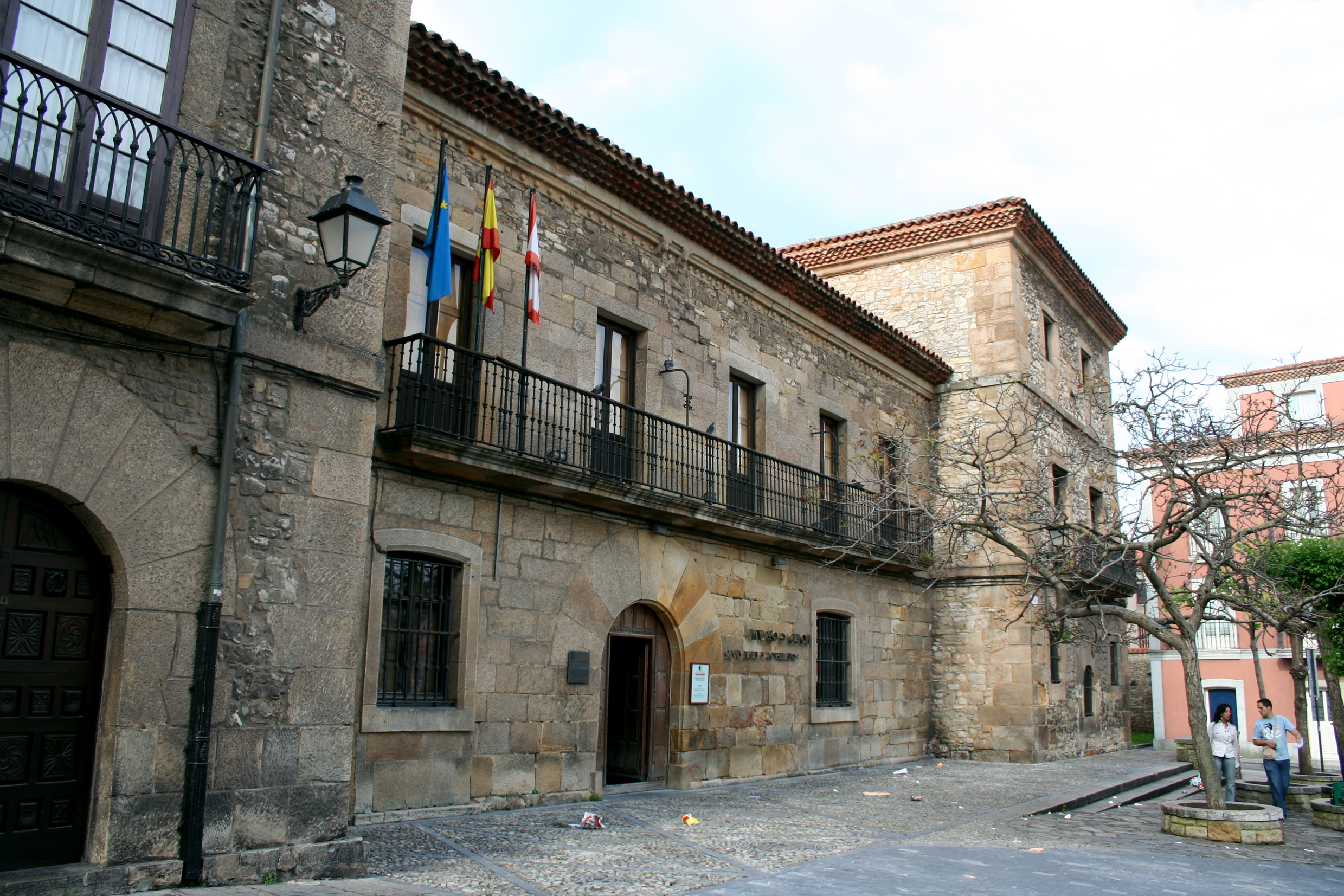
Museu da Casa natal de Jovellanos.